# Michalis Kakojanis
Michalis Kakojanis, również Michael Cacoyannis (gr. Μιχάλης Κακογιάννης, ur. 11 czerwca 1922 w Limassol na Cyprze, zm. 25 lipca 2011 w Atenach) – grecki reżyser filmowy i teatralny, a także aktor i autor scenariuszy.

## Życiorys
Urodzony w mieście Limassol na Cyprze, po ukończeniu gimnazjum wyjechał z Grecji do Wielkiej Brytanii, gdzie studiował prawo i aktorstwo w Central School of Dramatic Art w Londynie. W 1947 zadebiutował jako aktor grając Heroda w sztuce Salome. W latach 1947–1953 pracował na brytyjskich scenach jako aktor i reżyser.
W 1953 powrócił do Grecji, gdzie wyreżyserował swoje pierwsze filmy. Dzięki realizacji takich filmów jak: Windfall in Athens (1954), Stella (1955), Kobieta w czerni (1956), A Matter of Dignity (1958) stał się pierwszym greckim reżyserem, którego nazwisko było znane w świecie.
Do historii filmu przeszedł dzięki realizacji  Greka Zorby na podstawie powieści Nikosa Kazantzakisa (1964) z wybitną rolą Anthony'ego Quinna. Za film ten otrzymał trzy nominacje do Oscara, m.in. dla najlepszego reżysera i za najlepszy scenariusz adaptowany. Sam film zdobył 6 nominacji i 3 statuetki.
Ponadto zyskał uznanie realizując filmy na podstawie greckich tragedii:  Elektra (1962),  Trojańskie kobiety (1971) i Ifigenia (1977). W sumie jest reżyserem kilkunastu filmów, a także autorem scenariuszy i producentem większości z nich.
Zasiadał w jury konkursu głównego na 12. MFF w Cannes (1959).
Od 1953 mieszkał na stałe w Atenach (z wyjątkiem siedmioletniej przerwy, kiedy to przebywał na emigracji z powodu dyktatury wojskowej panującej w Grecji). Tam też zmarł nad ranem 25 lipca 2011, mając 89 lat.